# Architecture in Helsinki
Architecture in Helsinki er en avantgarde/indie pop oktet fra Australien.

## Diskografi
- Fingers Crossed (2003)
- In case we die (2005)